# Legio I Iulia Alpina
La Legio I Iulia Alpina (Primera legión «juliana alpina») fue una legión romana, mencionada en la Notitia Dignitatum donde se incluye una Prima Alpina entre los dieciocho regimientos pseudocomitatenses, esto es, «de segunda línea». Se cree que permaneció acuartelada en la diócesis de Italia, probablemente en los Alpes Cotios. Se cree, como tesis más probable, que fue fundada por Flavio Julio Constante, emperador de Occidente a mediados del siglo IV.